# 歐泰
歐泰（1463年—？），字子通，福建興化府莆田縣人，軍籍，明朝政治人物。

## 生平
成化十九年（1483年）癸卯科福建鄉試第十八名舉人。成化二十三年（1487年）中式丁未科會試第三百三十二名，三甲第三十六名進士。

## 家族
曾祖歐再二；祖父歐志高；父歐朝奇，母陳氏；繼母黃氏。具庆下。